# مسجد باعلوي
مسجد باعلوي أو مسجد القوم أحد مساجد مدينة تريم التاريخية بمحافظة حضرموت في اليمن. أسسه الإمام علي خالع قسم في بداية القرن السادس الهجري. ويعد أول مساجد السادة آل باعلوي بعد استيطانهم تريم. ويقع شرقي مدينة تريم في حارة باعلوي، وسميت الحارة بحارة باعلوي نسبة إليه. كان أهل تريم يجلّون حرمته ويعظمون بقعته لا يدخله أحد فيتكلم فيه بفضول الكلام فالكل ما بين من يصلي أو يذكر الله أو يتلو القرآن أو يتذاكر هو وغيره في العلوم النافعة، ولا يمد أحد رجله فيه، فكانوا يحترمونه غاية الاحترام، وكانوا يحرصون على أداء صلواتهم وتهجداتهم بالليل فيه.

## سبب التسمية
عرف قديما بمسجد القوم ومسجد آل أحمد لأن الذين بنوه من ذرية أحمد المهاجر وهم: آل بصري، وآل جديد، وآل علوي، وكان القائم عنهم ببنائه الإمام علي خالع قسم من آل علوي. ثم اشتهر بمسجد باعلوي نسبة إلى الشيخ عبد الله باعلوي؛ لأنه أوقف أوقافا كثيرة عليه أراضي زراعية مليئة بالنخل تزيد قيمتها على مئة ألف دينار في مدينة تريم ونواحيها، يصرف ريعها لمتطلبات المسجد والمارستان والخانقاه ومن يرد إليه من الغرباء والزائرين وطلبة العلم، لأن المسجد في القرون الماضية كان يقوم باستقبال طلبة العلم والضيوف الغرباء والفقراء والمحتاجين فيقدم لهم ما يحتاجونه من طعام وسكن وعلاج مجانا. وقد تسابق كثيرون من ذوي الثروة بالوقف على هذا المسجد، فمنهم من وقف نصف أمواله، ومنهم الربع، وكلهم لم يساوي الشيخ عبد الله باعلوي في كثرة الأوقاف، ولهذا نسب إليه وعرف به في حياته وبعد وفاته.
لازم الشيخ عبد الله باعلوي الاعتكاف والتدريس في المسجد مدة طويلة وكانت الأولوية لإدارة شؤون المسجد لآل عبد الله باعلوي، وقد اجتهد الشيخ عمر المحضار عقب توليته النقابة لآل أبي علوي فجعل ما يزيد من نفقات المسجد لآل عبد الله باعلوي دون غيرهم من آل أبي علوي، وتسلسلت النظارة والإمامة فيهم مدة طويلة، ثم انحصرت بآل حامد المنفر دون غيرهم من آل عبد الله باعلوي، وهي باقية فيهم إلى اليوم. قال الحبيب علوي بن عبد الله بن شهاب الدين: «لا نرضى بالإمامة لمسجد باعلوي إلا لآل حامد فهي خاصة بهم من آل عبد الله باعلوي دون غيرهم». ومن الذين أوقفوا للمسجد من ذريته السيد عمر بن أحمد بن أبي بكر المنفر المتوفى سنة 1020 هـ، أوقف أربعة عشر بئرا زراعية بأراضيها ونخلها وشجرها وقيل أحد عشر بئرا.

## التاريخ

### التأسيس
أول من أنشأ هذا المسجد الإمام علي خالع قسم بعد توطنه تريم هو وبني عمه آل بصري وآل جديد، وذلك في الربع الأول من القرن السادس الهجري بمساحة إجمالية قدرها 192 م2. وقد بنوه من طين أرضهم في بيت جبير إيثارا لها على غيرها من الأطيان القريبة، وذلك لمعرفته بحل أطيانهم وجودتها وقوة صلابتها على الأطيان الأخرى. فكانوا ينقلون اللبن والطين إلى تريم من بيت جبير مسافة نحو 13 كيلو تقريبا على الآلات المسماة بـ«الجراديم»، وهي آلة هندية أي عربة توضع على عجلات تجرها الأبقار والبغال وهي أحدث وأغلى آلة في ذلك العصر، وبنوه بالطين واللبن المذكور من الآجر وجعلوا ساسه بالحجر المحكم. ثم أكمل ترميمه وتحسينه من بعده ابنه محمد صاحب مرباط قبل انتقاله إلى ظفار، أعاد الباقي من عمارته الدائر ودعائم الصف الأول.

### التوسعة الأولى
عقب تولي الشيخ عمر المحضار نقابة العلويين أعاد بناء المسجد بهدمه كله باستثناء الرواق الغربي أبقاه مراعة لرغبة معاصريه، وهو البناء الحالي وتعود عمارته إلى بدايات القرن التاسع الهجري سنة 821 هـ. وهو الرواق الشمالي والصحن والجدار الجنوبي، والجدار الغربي وأسطوانته ومحرابه من البناء الأول، باستثناء الرواق الشرقي والمنارة استحدثها السيد علوي السمين في بداية القرن العاشر الهجري.
بعد تصدع وضعف البناء الأول وآل إلى السقوط بعد مرور نحو ثلاث مئة عام على عمارته، استشار الشيخ عمر المحضار السادة بني علوي القاطنين تريم في نقض وهدم المسجد وإعادة بنائه فلم يرضوا بذلك، فجمع مجموعة من العمال المهرة الأقوياء، وقام بهدمه وهم جميعا في مسجد الجامع يؤدون صلاة الجمعة، فلما أتوا من الجامع وجدوه قد هدمه كله إلا الرواق الأول الغربي، فطلبوا منه أن يبقيه فأبقاه، وبنى جدارا غربيا ملاصقا للجدار الغربي للرواق المذكور تقوية له، وهو الرواق الباقي من البناء الأول يعود عمره إلى أكثر من تسع مئة عام. فجمع غلة أموال المسجد لذلك العام، وما كانت موجودة مدخرة أنفقها للعمارة. ولما وضع حجر الأساس حضره أعيان الناس وبناه بالآجر والطين الصلبة منقولة من بلد بيت جبير المشهورة بجودة طينها وصلابتها. وجرد بناء السقف من الخشب وجعله على أقواس وأعمدة مترابطة مع السقف تشكل كتلة واحدة، وأكمل البناء على غاية من الإتقان والإحكام فنيا وإنشائيا ومعماريا. ولم يحدث له بابا شرقيا تشبها ببناء النبي محمد لمسجد قباء بالمدينة. ولم يبني له منارة كعادة أهل عصره حيث يعدونها من البدع المستحدثة في المساجد، خوفا من أن يشبه المسجد الكنيسة. أما في هذا العصر فالمنارة أصبحت شعارا ثابتا للمساجد، ولم يبن أحد مسجدا بدون منارة، وانقرضت المآذن من الكنائس وأصبحت معلما للإسلام.

### التوسعة الثانية
بناء حمام باجحدب نحو 881 هـ، وموقعها من المسجد في الجهة الشمالية الشرقية. كانت زاوية للتعليم منسوبة للمعلم علي باجحدب المتوفى سنة 856 هـ قام ببنائها الشيخ عبد الرحمن بن محمد المنفر بعد أن هدمها الشيخ عبد الله العيدروس في حياته، وجعلها متصلة بالجوابي القديمة من جهة الشرق موضع مسجد بامطلق حاليا. تحتوي هذه التوسعة على ثمان أسطوانات، الأسطوانة الوسطية في الصف الأول كان يجلس إليها نقيب السادة أحمد بن علوي باجحدب المتوفى سنة 975 هـ.

### التوسعة الثالثة
وهي توسعة علوي السمين بن أبي بكر خرد المتوفى سنة 927 هـ. قام بهدم موقع المارستان والخانقاه وموضع الرهايات ومخزن الزيت الواقع شرقي توسعة الشيخ عمر المحضار لصقا وذلك عام 910 هـ، فبنى في ذلك الموقع رواقا شرقيا وأحدث فيه بابا شرقيا، وبنى شمال شرقي ذلك الرواق المنارة الموجودة حاليا. وبنى أيضا الجابية البكرية. فهو أول من زاد في بناء الشيخ عمر المحضار بعد أكثر من مئة عام من بنائه، فأزال الجدار الشرقي من بناء الشيخ المحظار وأضاف رواقا وبابا شرقيا ومنارة.

### التوسعة الرابعة
وهي توسعة بامطلق موقع برك الوضوء القديمة شمال المسجد غرب زاوية باجحدب. قام بهدمها الشيخ سالم بن مطلق الكثيري سنة 1343 هـ فجعل محلها صحنا آخر للمسجد ورواقا شماليا للصحن المستحدث في موقع البرك القديمة وأبقى في جزء من موقع البرك القديمة بركة صغيرة تعرف بالجابية البكرية، وبنى ثمان برك غربي البرك القديمة، في موقع الجرب القديم للمسجد. والجوابي الثمان أربع لأيام الصيف وأربع لأيام الشتاء يسخن الماء في موقد نحاسي تحتهن بوقود جذوع النخل قرب سراديب تسخين ماء الجوابي. ثم قام عبد هود بن عبيد بن سعيد حنشي من تجار أهالي مدينة سيئون بترميم المسجد وجدد رشاشته بالنورة وما كان من أبواب عاطلة يحتاج إلى تصليح أو تبديل وبنى أيضا الزاوية في الجهة الشمالية لطبخ القهوة وموضع ماء الشرب.

### التوسعة الخامسة
قام السيد علوي بن محمد بن أحمد بلفقيه بشراء دار آل حامد المطل على مسجد باعلوي رغبةً منه في بناء توسعة للمسجد وللمصلين وإجراء صيانة شاملة للمسجد. وفي سنة 1418 هـ تم البدء في تنفيذ مشروع توسعة حول مسجد باعلوي من الناحية الجنوبية بهدم بيوت آل حامد المجاورة للمسجد وإدخال جزء من الشارع الجنوبي في التوسعة. وبنيت جدران التوسعة الحديثة بالطين المعروف بالمَدَر، ونقلت الطين من بلدة بيت جبير لجودة أطيانها واقتداءً بالبناء الأول للتجانس المعماري والتراثي والروحي مع البناء القديم. وتقدر نسبة زيادة التوسعة الحديثة على الزيادات السابقة 360% ليصبح إجمالي مساحة المسجد 2039 م2 كأكبر وأحدث توسعة إلى الآن.

## المناسبات
يحرص أهل تريم على حضور المناسبات الدينية وحلقات العلم التي تعقد فيه ومن لم يستطع أن يلازم الحضور فيه أيام وليالي الأسبوع لعذر يحضر (صلاة عصر يوم الجمعة) ولازال هذا الحضور لأداء صلاة العصر يزداد فيه عدد المصلين إلى الآن. وكان أهل تريم في السابق أيام الخريف فترة الاعتناء بتجهيز الرطب والتمر في مزارعهم ضواحي تريم وخارجها يأتون من محلاتهم خارج البلد لأداء صلاة عصر يوم الجمعة ومن ضعف منهم على المشي امتطى دابته إليه حتى تجتمع خارج المسجد نحو أربعين دابة أو أكثر، هذا فيما قبل القرن الثاني عشر الهجري.
ويجتمع بالمسجد غالب أهل تريم وما جاورها في خمس ليالي من السنة:
1. ليلة السابع والعشرين من شهر رمضان لحضور ختم القرآن وصلاة التراويح عشرين ركعة والوتر وإحياء باقي الليلة إلى الفجر بالذكر والدعاء والتضرع. ويفعل ذلك في المساجد المشهورة بتريم، وأكثر المساجد جموعا مسجد باعلوي.
2. ليلة ثمان من شهر شوال بعد صلاة العشاء لحضور ختم القرآن نهاية صوم أيام الست من شوال.
3. ليلة العاشر من المحرم بعد صلاة العشاء يقرؤون دعاء عاشوراء ثم يأتون بالذكر المعروف بالتهاليل المعروفة.
4. ليلة الثاني عشر من ربيع الأول بعد صلاة العشاء يقرؤون بعدها المولد الحريفش الذي ليس فيه قيام كباقي الموالد المعروفة.
5. ليلة السابع والعشرين من شهر رجب بعد صلاة العشاء يقرؤون قصة المعراج ثم بعده الذكر والتهاليل المعروفة ومراسم ختم القرآن للأولاد.

### استشهادات
1. ↑  السقاف، عبد الرحمن بن عبيد الله (2005). إدام القوت في ذكر بلدان حضرموت. جدة، السعودية: دار المنهاج. ص. 889.
2. ↑  الدملوجي، سلمى سمر (1995). وادي حضرموت هندسة العمارة الطينية: مدينتا شبام وتريم. بيروت، لبنان: شركة المطبوعات للتوزيع والنشر. ص. 312.
3. ↑  الشلي، محمد بن أبي بكر (1982). المشرع الروي في مناقب السادة الكرام آل أبي علوي (PDF) (ط. الثانية). جدة، السعودية. ج. الأول. ص. 263.{{استشهاد بكتاب}}:  صيانة الاستشهاد: مكان بدون ناشر (link)
4. ↑  خرد، محمد بن علي (2002). غرر البهاء الضوي ودرر الجمال البديع البهي. القاهرة، مصر: المكتبة الأزهرية للتراث. ص. 120.
5. ↑  باغوث، خالد بن سعيد. الدرر الثمينة في تاريخ مساجد تريم ومعالمها القديمة (PDF). ص. 133.
6. ↑  حسان، عبد الرحمن بن علي (2020). البهاء في تاريخ حضرموت. عمان، الأردن: دار الفتح. ص. 247.

## وصلات خارجية
- تواصل حفر بئر مسجد باعلوي ومسجد مولى عيديد - مؤسسة الرأفة.
- مساجد مدينة تريم - يا تريم للسياحة الإسلامية.